# Que Sera, Sera (Whatever Will Be, Will Be)
"Que Sera, Sera (Whatever Will Be, Will Be)"는 도리스 데이의 1956년 곡이다. 같은 해 앨프리드 히치콕 감독 영화 《나는 비밀을 알고 있다》의 주제가이다. "Que Será, Será"는 스페인어 문장으로는 비 문법이며 스페인어로서 사용된 역사도 없다. 2004년에는 미국 영화 주제가 베스트 100에 선정되었다.